# Espanglês (filme)
Spanglish (bra/prt: Espanglês) é um filme de comédia dramática estadunidense de 2004 escrito e dirigido por James L. Brooks, e estrelado por Adam Sandler, Paz Vega, Téa Leoni e Cloris Leachman. Foi lançado nos Estados Unidos em 17 de dezembro de 2004 por Columbia Pictures e pela Gracie Films, e em outros países ao longo dos primeiros meses de 2005. Este filme arrecadou US$ 55,5 milhões em todo o mundo, muito menos do que o orçamento de produção de US$ 80 milhões.

## Sinopse
Uma doméstica mexicana, Flor Moreno (Paz Vega), decide partir para os Estados Unidos com a sua filha, Cristina Moreno, em busca de novas oportunidades. Ao chegar, começa a trabalhar na casa de uma rica família americana. Cumprindo as suas tarefas, a mexicana vê a necessidade de aprender a falar inglês devido às dificuldades de comunicação e adaptação à nova cultura. Sua filha, Cristina, sente-se muito empolgada com todas as mudanças, principalmente por saber falar inglês, mas ainda precisa ser a intérprete da mãe que não entende outra língua.
Entretanto Flor vê-se na necessidade de aprender inglês e ao fim de um tempo começa a conseguir falar fluentemente esta língua. Flor Moreno acaba por se envolver romanticamente com o patrão (Adam Sandler) após uma grande discussão entre este e Deborah Clarsky (Téa Leoni), sua esposa.

## Elenco
- Adam Sandler como John Clasky. Brooks o escolheu depois de ver seu mais dramático desempenho em Punch-Drunk Love.[8]
- Paz Vega como Flor Moreno. Vega não podia falar Inglês, quando do início das filmagens e um tradutor estava no set durante as filmagens para que ela pudesse se comunicar com o diretor.[8]
- Téa Leoni como Deborah Clasky
- Cloris Leachman como Evelyn Wright. Leachman substituiu Anne Bancroft que desistiu do papel, depois de quatro semanas de filmagens devido a uma doença.[8]
- Aimee Garcia como a narradora (Adulta Cristina Moreno)
  - Shelbie Bruce como Cristina Moreno, com 13 anos
  - Victoria Luna como Cristina Moreno, com 6 anos
- Sarah Steele como Bernice "Bernie" Clasky
- Ian Hyland como George "Georgie" Clasky
- Jake Pennington como jovem George
- Cecilia Suárez como Monica
- Thomas Haden Church como Mike, o corretor de imóveis
- Antonio Muñoz como mexicano no jantar em família
- Sarah Hyland como garota na festa de pijama

## Produção
Jane Fonda esteve cotada para integrar o elenco de Espanglês.

## Resposta da crítica
Com base em 168 resenhas coletadas pelo Rotten Tomatoes, 53% dos críticos deram a Spanglish uma resenha positiva, com uma avaliação média de 5,93/10. O consenso crítico diz: "Paz Vega brilha, e Adam Sandler dá uma atuação de reflexão e profundidade, mas Spanglish é enfraquecido por um enredo de sitcom e uma elevação imerecida." Seus proponentes afirmam que é um retrato comovente da dificuldade dos problemas familiares e da auto-identidade (e talvez em menor grau das dificuldades e recompensas da comunicação intercultural). Os defensores do filme acharam a intensa química sexual entre Leoni e Sandler particularmente atraente. Alguns críticos descreveram o filme como "irregular", "estranho" (onde John e Flor tentam mostrar suas almas um ao outro...[com] muitas palavras saindo de suas bocas, mas não parece haver um contexto)", e "Os coadjuvantes merecem melhor, especialmente ... Cloris Leachman, que foi consignada a um papel humilhante...[e] alvo de piadas bastante mesquinhas."

## Prêmios e nomeações
Hans Zimmer foi indicado para Melhor Trilha Sonora Original no 62ª Globo de Ouro e Cloris Leachman foi indicada para Melhor Atriz Coadjuvante no 11ª Prêmio Screen Actors Guild.